# Bolotana
Bolotana (sardinsky: Olòthene, Bolòtzana) je italská obec (comune) v provincii Nuoro v regionu Sardinie. Nachází se ve výšce 472 metrů nad mořem a má přibližně 2 400 obyvatel. Rozloha obce je 108,44 km².